# 정하철
정하철(鄭夏哲, 1933년 5월 25일~)은 조선민주주의인민공화국의 언론인, 정치인이다. 《로동신문》 논설원실 실장, 조선중앙방송위원회 위원장, 조선기자동맹 중앙위원회 부위원장과 조선로동당 중앙위 후보위원, 조선로동당 중앙위 위원, 조선로동당 중앙위 선전선동부 부장, 조선로동당 중앙위 선전담당 비서, 최고인민회의 제9·10·11기 대의원 등과 같이 언론 및 정치 분야에서 활동했다.